# Makreelachtigen
De Makreelachtigen (Scombroidei) vormen een onderorde van de orde Baarsachtigen (Perciformes).
Alle makreelachtigen leven pelagisch, zijn snelle zwemmers en hebben een torpedovormig lijf.

## Families
- Gempylidae (Slangmakrelen)
- Istiophoridae (Zeilvissen)
- Scombridae (Makrelen)
- Sphyraenidae (Barracuda's)
- Trichiuridae (Haarstaarten)
- Xiphiidae (Zwaardvissen)